# Скайлер (округ, Іллінойс)
Шаблон:StateAbbr_ 40°10′ пн. ш. 90°37′ зх. д. / 40.16° пн. ш. 90.61° зх. д.
Округ  Скайлер (англ. Schuyler County) — округ (графство) у штаті  Іллінойс, США. Ідентифікатор округу 17169.

## Історія
Округ утворений 1825 року.

## Демографія
За даними перепису 
2000 року 
загальне населення округу становило 7189 осіб, зокрема міського населення було 3241, а сільського — 3948.
Серед мешканців округу чоловіків було 3565, а жінок — 3624. В окрузі було 2975 домогосподарств, 2070 родин, які мешкали в 3304 будинках.
Середній розмір родини становив 2,87.
Віковий розподіл населення поданий у таблиці:
| Стать    | До 15 років | 15-21 | 22-29 | 30-39 | 40-49 | 50-65 | 65-85 | Понад 85 |
| -------- | ----------- | ----- | ----- | ----- | ----- | ----- | ----- | -------- |
| Чоловіки | 696         | 331   | 312   | 473   | 569   | 605   | 522   | 57       |
| Жінки    | 641         | 289   | 288   | 453   | 549   | 594   | 662   | 148      |

## Суміжні округи
- Макдоно — північ
- Фултон — північний схід
- Мейсон — схід
- Кесс — південний схід
- Браун — південь
- Адамс — південний захід
- Генкок — північний захід

## Виноски
1. ↑  US Decennial Census. US Census Bureau. Процитовано 8 липня 2014.
2. ↑  Historical Census Browser. University of Virginia Library. Архів оригіналу за 30 травня 2019. Процитовано 8 липня 2014.
3. ↑  Population of Counties by Decennial Census: 1900 to 1990. US Census Bureau. Процитовано 8 липня 2014.
4. ↑  Census 2000 PHC-T-4. Ranking Tables for Counties: 1990 and 2000 (PDF). US Census Bureau. Процитовано 8 липня 2014.
5. ↑  State & County QuickFacts. US Census Bureau. Архів оригіналу за 7 червня 2011. Процитовано 8 липня 2014. [Архівовано 2011-06-07 у Wayback Machine.](англ.) Наведено за англійською вікіпедією.
6. ↑  American FactFinder. Бюро перепису населення США. Архів оригіналу за 26 лютого 2012. Процитовано 31 січня 2008. [Архівовано 2008-05-21 у Wayback Machine.]

| США | Це незавершена стаття з географії США. Ви можете допомогти проєкту, виправивши або дописавши її. |